# Chris Tetley
Chris Tetley var en brittisk journalist och DJ arbetande för Manchester-baserade Piccadilly Radio under åren 1977-1993. Han arbetade också som musikproducent och turnémanager för bland andra Black Sabbath och Joe Cocker. Innan sin långa sejour hos Piccadilly Radio var han även verksam vid Radio Caroline.
Tetley citerades ofta i brittiska hårdrocksmagasinet Kerrang! och hade ett nära samarbetade med den brittiske DJ:n och journalisten Tommy Vance i hans program The Friday Rock Show som sändes i BBC Radio 1 regelbundet perioden 1978-1993. Under sin verksamma tid intervjuade Tetley en mängd artister inom den tyngre rocken, allt från Magnum, Dio och Metallica till Living Colour och AC/DC. Intervjuerna utgavs sedan som bildskivor under titeln Rock Sagas - The Chris Tetley Interviews. Han figurerade också i en liknande serie utgåvor titulerade Chris Tetley Presents, vilka innehöll dels intervjuer, men dels även tidigare outgivna låtar.
1996-1999 medverkade Tetley på The Rockview Interviews, en serie intervjuer som gavs ut CD-format, bland annat med Black Sabbath, Megadeth och Mötley Crüe, där Tetley även introducerade banden i förordet.  
Chris Tetley dog i Alderley Edge, England den 8 juli 2005, 62 år gammal.
Rock Sagas - The Chris Tetley Interviews
12" cirkulär bildskiva:
CT 1001 - Bon Jovi

CT 1002 - Europe

CT 1003 - Meat Loaf

CT 1004 - Led Zeppelin

CT 1005 - ZZ Top

CT 1006 - Whitesnake

CT 1007 - Dio

CT 1008 - Metallica

CT 1009 - Manowar

CT 1010 - Ozzy Osbourne

CT 1011 - Def Leppard

CT 1012 - Kiss

CT 1013 - Guns 'N' Roses

CT 1014 - Zodiac Mindwarp

CT 1015 - Alice Cooper

CT 1016 - Anthrax

CT 1017 - Kingdom Come

CT 1018 - Magnum

CT 1019 - Megadeth

CT 1020 - Motörhead

CT 1021 - Gary Moore

CT 1022 - Mötley Crüe

CT 1023 - AC/DC

CT 1024 - Kix

CT 1025 - Poison

CT 1026 - Rush

CT 1027 - Scorpions

CT 1028 - Living Colour

CT 1029 - Dare
Set om två 7" x 9" rektangulära bildskivor (Limited Edition):
CTD 2001 - Anthrax - Fotodisk, 1988

CTD 2002 - Guns 'N' Roses - Fotodisk, 1988

CTD 2003 - Bon Jovi - Fotodisk, 1988

CTD 2004 - Kiss - Fotodisk, 1988

CTD 2005 - Metallica - Fotodisk, 1989

CTD 2006 - Led Zeppelin - Fotodisk, 1989

CTD 2007 - Def Leppard - Fotodisk, 1989

CTD 2008 - Megadeth - Fotodisk, 1989
Chris Tetley Presents
12" cirkulär bildskiva:
ROHA LP1 - The Celtic Frost Story - Rock Hard, 1990

ROHA LP2 - The Uriah Heep Story - Rock Hard, 1990

ROHA LP3 - The Garth Rockett And The Moonshiners Story Featuring Ian Gillan - Rock Hard, 1990
The Rockview Interviews
CD:
RVCD 202 - Megadeth - Rockview, 1996

RVCD 204 - Led Zeppelin - Rockview, 1996

RVCD 205 - Mötley Crüe - Rockview, 1996

RVCD 206 - AC/DC - Rockview, 1996

RVCD 207 - Bon Jovi - Rockview, 1996

RVCD 209 - Pink Floyd, 1996

RVCD 210 - Jimmy Page & David Coverdale - Rockview, 1997

RVCD 212 - Def Leppard - Rockview, 1996

RVCD 217 - Kiss - Rockview, 1996

RVCD 220 - Black Sabbath - Rockview, 1996

RVCD 227 - Ozzy Osbourne - Rockview, 1996